# Mycomya fennica
Mycomya fennica är en tvåvingeart som beskrevs av Vaisanen 1979. Mycomya fennica ingår i släktet Mycomya och familjen svampmyggor. Arten har ej påträffats i Sverige. Inga underarter finns listade i Catalogue of Life.